# Eustachy Kajetan Sapieha
Książę Eustachy Kajetan Sapieha herbu Lis (ur. 7 sierpnia 1797 w Werkach pod Wilnem, zm. 16 listopada 1860 w Paryżu) – powstaniec listopadowy, emigrant.

## Życiorys
Był synem Franciszka Sapiehy. W młodości służył w carskiej kawalerii, po osiągnięciu pełnoletniości wystąpił z wojska rosyjskiego i wyjechał za granicę. Po wybuchu powstania zgłosił się do polskiego wojska i służył w randze podporucznika w sztabie Jana Zygmunta Skrzyneckiego. W październiku 1831 przekroczył, wraz z całym sztabem, granicę zaboru pruskiego, po czym wyemigrował do Francji. W listopadzie 1831 został odznaczony Złotym Krzyżem Virtuti Militari. Na emigracji związany był z obozem Hotelu Lambert.
Ze względu na niezłożenie przysięgi wiernopoddańczej carowi Mikołajowi I wszystkie dobra w kraju zostały mu skonfiskowane.
Był mężem Róży z Mostowskich (córki Tadeusza Mostowskiego), ojcem Jana Pawła Aleksandra i Eustachego Franciszka (1836–1909) oraz Marii Anieli (żony Władysława Michała Branickiego).
Pochowano go na cmentarzu Montmartre. 